# Chor Yuen
Zhang Baojian is de echte naam van Chor Yuen. Chor Yuen (Guangzhou, 8 oktober 1934 – 21 februari 2022) was een Chinese filmregisseur, scriptschrijver en acteur. Zijn vader was Zhang Huoyou (張活游), een bekende acteur in films van Kantonese opera.

## Filmografie

### Regisseur
- Cold Blade (1970)
- The House of 72 Tenants (1973)
- The Jade Tiger (1977)
- Sentimental Swordsman (1977)
- Clans of Intrigue (1977)
- Legend of the Bat (1978)
- Clan of Amazons (1978)
- Heaven Sword and Dragon Sabre (1978)
- The Proud Twins (1979)
- Heroes Shed No Tears (1980)
- Emperor and His Brother (1981)
- The Duel of the Century (1981)
- Perils of the Sentimental Swordsman (1982)
- The Hidden Power of the Dragon Sabre (1984)

### Acteur
- Police Story (1985)
- The Seventh Curse (1986)
- Police Story 2 (1988)
- Miracles (1989)
- The Banquet (1991)
- Twin Dragons (1992)
- He Ain't Heavy, He's My Father (1993)
- Thunderbolt (1995)
- Those Were the Days (1997)

### Tv-series
- A Kindred Spirit (1995)
- Journey to the West (1996)
- Armed Reaction (1998)
- Armed Reaction II (2000)
- Armed Reaction III (2001)
- A Step into the Past (2003)
- Armed Reaction IV (2004)

- Biblioteca Nacional de España: XX1797722
- Bibliothèque nationale de France: cb145853515 (data)
- Gemeinsame Normdatei: 13201338X
- International Standard Name Identifier: 0000 0001 0813 5346
- Library of Congress Control Number: no2003120843
- Nationale bibliotheek van Australië: 41137873
- SNAC: w64g56vg
- Virtual International Authority File: 2168176
- WorldCat: E39PBJw94RMm8WT43mbTmfjt8C